# 2-デヒドロ-3-デオキシ-6-ホスホガラクトン酸アルドラーゼ
2-デヒドロ-3-デオキシ-6-ホスホガラクトン酸アルドラーゼ(2-dehydro-3-deoxy-6-phosphogalactonate aldolase、EC 4.1.2.21)、以下の化学反応を触媒する酵素である。
2-デヒドロ-3-デオキシ-D-ガラクトン酸-6-リン酸{\displaystyle \rightleftharpoons }ピルビン酸 + D-グリセルアルデヒド-3-リン酸
従って、この酵素の基質は2-デヒドロ-3-デオキシガラクトン酸-6-リン酸のみ、生成物はピルビン酸とD-グリセルアルデヒド-3-リン酸の2つである。
この酵素はリアーゼ、特に炭素-炭素結合を切断するアルデヒドリアーゼに分類される。系統名は、2-デヒドロ-3-デオキシ-D-ガラクトン酸-6-リン酸 D-グリセルアルデヒド-3-リン酸リアーゼ (ピルビン酸形成)(2-dehydro-3-deoxy-D-galactonate-6-phosphate D-glyceraldehyde-3-phosphate-lyase (pyruvate-forming))である。他に、6-phospho-2-keto-3-deoxygalactonate aldolase、phospho-2-keto-3-deoxygalactonate aldolase、2-keto-3-deoxy-6-phosphogalactonic aldolase、phospho-2-keto-3-deoxygalactonic aldolase、2-keto-3-deoxy-6-phosphogalactonic acid aldolase、(KDPGal)aldolase、2-dehydro-3-deoxy-D-galactonate-6-phosphate、D-glyceraldehyde-3-phosphate-lyase等とも呼ばれる。この酵素は、ガラクトース代謝に関与している。

## 構造
2007年末時点で、2つの構造が解明されている。蛋白質構造データバンクのコードは、2V81と2V82である。